# Gnómon (matematika)
 (napóra)

Egy gnómon

A geometriában a gnómon olyan síkbeli alak, amit egy nagyobb paralelogramma sarkából egy kisebb, az eredetire hasonló kisebb paralelogramma elvonásából kapunk; általánosabban, egy olyan alakzat, ami egy adott figurához hozzáadva ugyanolyan alakú nagyobb figurát eredményez.

## Figurális számok
A figurális számok a püthagoreusokat foglalkoztatták, és Pithagorasznak tulajdonítják azt a gondolatot, hogy a figurális számok egy gnómon, azaz alapegység segítségével képezhetők. A gnómon az a darab, amit egy figurális számhoz hozzáadva azt a következő, nagyobb figurális számmá alakítja.
Például a négyzetszámok gnómonja a 2n + 1, n = 1, 2, 3, ... formájú páratlan szám. A gnómonokból összetett, 8 élhosszúságú négyzet így tekinthető:

| 8 | 8 | 8 | 8 | 8 | 8 | 8 | 8 |
| 8 | 7 | 7 | 7 | 7 | 7 | 7 | 7 |
| 8 | 7 | 6 | 6 | 6 | 6 | 6 | 6 |
| 8 | 7 | 6 | 5 | 5 | 5 | 5 | 5 |
| 8 | 7 | 6 | 5 | 4 | 4 | 4 | 4 |
| 8 | 7 | 6 | 5 | 4 | 3 | 3 | 3 |
| 8 | 7 | 6 | 5 | 4 | 3 | 2 | 2 |
| 8 | 7 | 6 | 5 | 4 | 3 | 2 | 1 |

Az n méretű négyzetből az (n + 1)-méretű négyzethez úgy lehet eljutni, hogy 2n + 1 elemet kell hozzárakni: egyet minden sorhoz, egyet minden oszlophoz és egyet a sarokba. Például a 7 élhosszúságú négyzetből a 8 élhosszúságú négyzethez 15 elemre van szükség; ezeket a fenti ábrán 8-asok jelzik.  

A fenti hatszögszámnál pirossal jelezzük a gnómon alakját.